# 仙剑四
《仙剑四》是由杨玄、黄埜执导，鞠婧祎、陈哲远、茅子俊、毛晓慧、陈楚河等主演的古装仙侠剧。2022年2月16日在浙江橫店開機，並於6月16日殺青。於2024年1月17日在愛奇藝首播。

## 播出時間
| 頻道   | 所在地   | 播映日期      | 播出时间                                                 | 备注 |
| ------ | -------- | ------------- | -------------------------------------------------------- | ---- |
| 愛奇藝 | 中国大陆 | 2024年1月17日 | 1月17日起，VIP会员每日18点更新2集，非会员每日18点转免1集 |      |

## 演員陣容

### 領銜主演
| 演员   | 角色   | 原版配音 | 介绍 |
| 鞠婧祎 | 韓菱紗 | 木清禾   | 武器：峨嵋刺 個性開朗善良，有點小聰明，自称独行千里的陵墓大盗，百年難得一遇的陰寒體質，先天體弱，是望舒劍之後的宿主。得知青鸞峯上有劍仙的傳説，於是冒險上了青鸞峯，進入了石沉溪洞，與雲天河相遇，為了取得望舒劍而帶領天河下山。                                                                       |
| 陈哲远 | 雲天河 | 錢文青   | 武器：望舒劍（前期），天河剑，烛月弓，后羿射日弓 幼年時，父母雙亡，獨自居於青鸞峰，從未下山過，對於外界世界一無所知，因大豬妖闖入石沉溪洞而結識在洞內探險的韓菱紗，為了瞭解父親的身世與習得劍仙，願與其下山，一同前往瓊華派試煉學習。命名其由來為天懸銀河，繁星燦爛。體內擁有名為陰陽紫闕的神秘力量。 |

### 主演
| 演员   | 角色     | 原版配音 | 介绍 |
| 茅子俊 | 慕容紫英 | 吳韜     | 武器：玄瞑劍 崑虛山琼华派弟子，原為大燕國王子，幼年時蒙夙莘收入門下，宗煉長老代為傳授，瓊華派掌門接班人，天河、菱紗、夢璃在瓊華派的師叔。                                                  |
| 毛晓慧 | 柳梦璃   | 劉蕊     | 武器：碧玉箜篌 壽陽城縣令千金，真實真份為梦貘妖族，是幻瞑界嬋幽之女鳶洛。 |
| 王媛可 | 夙瑶     | 王媛可   | 崑虛山瓊華派掌門，原本與玄霄依同修練雙劍，卻資質平庸，想盡辦法想奪回望舒劍自行修練，喜歡玄霄。                                                                                             |
| 張志浩 | 懷朔     | 孫志誠   | 崑虛山瓊華派弟子，一向謹嚴少語，與璇璣常一同出現，後阻止虛邑宗長而被刺死。 |
| 林枫松 | 归邪     | 楊天翔   | 幻瞑界夢貘族的護將，司甲，體內有冥風與擊殘咒靈怨力，目前關入紫晶獄壓制，以免怨靈反噬。個性雖偏激，但都只為夢貘妖族而戰，實為忠義兩全。                                                     |
| 張帆   | 青陽     | 李楠     | 崑虛山瓊華派長老，喜做藥膳、草葉。因十九年妖族入侵瓊華派，門下弟子無一倖免，無法面對同門亡靈，那般懊悔痛苦，自行打造思返谷待了十年也未解痛苦，後護眾人離開，獨留在墜落的瓊華派，力竭而亡。 |

### 特別主演
| 演员   | 角色   | 原版配音 | 介绍 |
| 汪铎   | 玄影   | 郭浩然   | 韓菱紗雇主，夙瑤對玄霄的执念，用偃術造出的傀儡，它只是玄霄的影子，視韓菱紗為朋友。                                                               |
| 汪铎   | 玄霄   | 郭浩然   | 羲和剑宿主，因十九年妖族入侵瓊華派，望舒剑宿主夙玉臨陣脫逃，以致被阳炎侵蚀，走火入魔，被同門冰封在禁地，喜歡夙玉。                               |
| 陈楚河 | 雲天青 | 趙震     | 崑虛山瓊華派前弟子，雲天河的父親，太平村雲氏家族，個性放浪不羈，曾是瓊華派太清徒弟，在播仙鎮一手創立青鳳閣，為青鳳閣閣主，收留難以存活的人和妖。 |

### 特別出演
| 演员   | 角色         | 原版配音 | 介绍 |
| 李欣泽 | 重光         |          | 崑虛山琼华派长老，居於清風澗，執著目的只想讓雲天河與望舒劍分開，不想再讓十九年前的悲劇重蹈覆轍，叮囑慕容紫英不能教授雲天河瓊華派的御炁之術。曾任正法長老，與其他長老一同用玄冰封印入魔的玄霄。一心想破境擊殺玄霄未果，散盡修為，面容變老。 |
| 劉冠麟 | 鳳二(鳳長歌) | 齊斯伽   | 青鳳閣代理閣主，喜歡狄麗拜爾。 |
| 楊雪   | 婵幽         | 李金艷   | 柳梦璃生母。 |
| 楊子驊 | 虛           | 王秋明   | 崑虛山瓊華派氣宗宗主，太清徒弟，璇葉養父，妖亂之後，曾任記注編撰史冊，而患有頭風，為了保護璇叶，不惜竄改史冊，後保護夢璃被玄霄重傷而亡。                                                                                                   |
| 賀靈榣 | 璇璣         | 施燕燕   | 崑虛山瓊華派女弟子，夙瑤之義女，仰慕慕容紫英，後瓊華派飛升，因階級低凍死在懷朔身邊。。 |
| 孫信宏 | 虛召         | 高旭東   | 崑虛山瓊華派劍宗宗主，太清徒弟，歸順重光，幫助重光拿到望舒劍，被玄影重傷心脈，導致武功被廢。挑唆璇葉，利用復仇之心借刀殺人，後被逐出師門。                                                                                                 |
| 艾晓琪 | 璇叶         | 劉晴     | 崑虛山瓊華派女弟子，虚凉宗主的養女，實為太清長徒玄震與靜慈的女儿，性格忠貞剛毅，錯認仇人，自認苟且偷生而自刎。 |
| 姜薏柔 | 夙莘         | 朔小兔   | 崑虛山瓊華派弟子，宗煉之徒，與夙瑤同時上山修練，親如姊妹，慕容紫英第一位師父與教授柳夢璃幻音集略與法術的師傅，因所追尋的道不同於十年前離開瓊華派。                                                                                         |
| 李沐宸 | 夙玉         | 佟心竹   | 崑虛山瓊華派前女弟子，雲天河的母親，前望舒劍劍宿主。 |

### 友情出演
| 演员   | 角色     | 原版配音 | 介绍 |
| 寇振海 | 太清     | 齊傑     | 崑虛山瓊華派第二十四代掌門，十九年前欲用雙劍封印幻瞑妖界，後殞命。意外得知雙劍未成，想吸取幻瞑妖界紫晶之力代替陰陽紫闕，以求白日飛升。 |
| 周海媚 | 玄天神女 | 李世榮   | 上古戰神，為了護佑人間創立了瓊華派。 |
| 洪剑涛 | 柳世封   | 楊默     | 柳夢璃的養父，壽陽城縣令，受雲天青之託照顧夢璃，對其呵護備至。 |
| 王一菲 | 琴姬     | 曹一茜   | 陳州首富秦家的兒媳，因仰慕高人俠士而闖蕩江湖，直到遇到秦逸，但秦逸體弱多病，而留書出走後四年，但因姜氏寄送的信函得知秦逸因病過世，急火攻心悲慟而亡，執念成為琴靈。                                                                                     |
| 李岱昆 | 厉江流   | 劉三木   | 歐陽明珠夫婿，忍心殺害歐陽明珠雙親，利用淨心消除歐陽明珠的記憶，將歐陽明珠拉進夢境九年，現實化作僕人鍾伯照顧身體，現實與夢境來回穿梭，只想和歐陽明珠在夢境中幸福度日，因夢境靈力無以為繼，與北柯合作，後被歐陽明珠刺傷(未身亡－被夙瑤所救)，最後自刎。 |
| 宋允皓 | 御南王   | 林強     | 本欲修仙道，被不肖道人陷害吃了道仙霞丹，命懸一線，成虛無之魔，被妖道封固千年；雲天青在赤緋玉壺加固封印，北柯將其解除封印，欲禍亂世間。 |

### 其他演員
| 演员     | 角色     | 原版配音 | 介绍 |
| 李曉紅   | 阮慈     | 劉芊含   | 柳夢璃的養母，壽陽城縣令夫人，甚是疼愛柳夢璃。 |
| 冷中易   | 虛邑     | 張佔坤   | 崑虛山瓊華派形宗宗主，中意韓菱紗，欲收其為徒。夙瑤有意把掌門之位傳其，在夙瑤要求守住山門困住雲天河等人，被懷朔阻止，殺了懷朔，後被夢貘妖族刺殺身亡。 |
| 趙菲     | 夙汐     | 劉妤姻子 | 崑虛山瓊華派心宗宗主，中意柳夢璃，欲收其為徒。 |
| 郭喆     | 懷心     | 孫路路   | 崑虛山瓊華派弟子，為人嚴謹，愛打坐喜靜，與雲天河一開始不是很合，但後來同為喪父經歷而一拍即合。                                                       |
| 魏鵬     | 懷溪     |          | 崑虛山瓊華派弟子，虛凉宗主弟子，陳州商賈之子，看雲天河不順眼，處處為難。                                                                               |
| 尚思丞   | 明光     | 雲天河   | 崑虛山瓊華派弟子，愛財，被夙莘施咒縮小身體，後意外得知瓊華掌門飛升秘辛而被殺。                                                                       |
| 孫瀅皓   | 明塵     |          | 崑虛山瓊華派弟子。 |
| 趙一博   | 裴劍     | 王勇剛   | 壽陽城捕頭，喜歡柳夢璃。 |
| 郭昊鈞   | 镜尘     | 李嘉祥   | 妖獸元神，進入柳夢璃體內，後被雲天青封入青鳳閣畫中。                                                                                                 |
| 張雪菡   | 歐陽明珠 | 聶曦映   | 陳州歐陽家小姐，曾救厲江流，喜歡厲江流，而後被其帶入夢中九年不自知，夢醒後得知因其喜歡自己而殺害雙親，為了報仇刺殺厲江流後自刎。                     |
| 范曉東   | 夏元辰   | 班闖     | 地仙，喜歡人類因此隱藏身分居於即墨，與痴兒蓮寶一起生活，贈與天河光紀寒圖、開元追月弓。                                                               |
| 李嘉輝   | 奚仲     |          | 夢貘妖將，司文，歸邪的弟弟。 |
| 吳弘     | 北柯     | 黃斌     | 夢貘妖將，與御南王合作，借邪气侵染达到诛杀紫英，欲毀望舒劍，後被中望舒劍的雲天河，反刺身亡。                                                         |
| 李千逸   | 文鰩     | 謝軼事輝 | 幻瞑界夢貘妖，與風邪相愛。 |
| 任宇     | 玄震     | 李進     | 崑虛山琼华派第二十四代掌门太清長徒，十九年前妖亂之時率領攻入妖界殞命，與自己收的女弟子靜慈一往情深，有了孩子璇葉。                                   |
| 張元帥   | 道臻     | 蔡壯壯   | 蜀山仙劍派高階弟子。 |
| 雷磊     | 大豬妖   | 萬力     | 生活在青鸞峰的妖怪，受雲天青之託守護天河，後傷重逝去。                                                                                               |
| 古麗米熱 | 狄麗拜爾 | 張惠霖   | 播仙鎮符篆易容馆館主。 |
| 李木子   | 韓菱緗   |          | 韓菱紗的堂姐。 |
| 蕭松原   | 醜畫師   | 胡亞捷   | 播仙鎮符篆易容馆館掌櫃。 |
| 柳彬     | 宗煉     |          | 慕容紫英師公，夙莘師父。 |
| 王略濤   | 狐仙     | 郭盛     | 仙獸，與夏元辰不合，擄走其痴兒蓮寶。 |
| 徐棵二   | 姜氏     |          | 秦逸表妹，後為了沖喜成為秦逸妾室。 |
| 書亞信   | 魁召     |          | 符靈。 |
| 田宇     | 懷硯     |          | 崑虛山瓊華派弟子。 |
| 江萊     | 靜蘭     |          | 崑虛山瓊華派弟子。 |
| 辛浩江   | 句芒     |          | 守护封神陵的神将。 |

## 電視劇歌曲
| 歌名             | 作詞         | 作曲   | 演唱   | 備註       |
| ---------------- | ------------ | ------ | ------ | ---------- |
| 《天河夢》       | 李暨青       | 高偉然 | 劉宇寧 | 天河主題曲 |
| 《如紗》         | 袁也、劉兆倫 | 劉兆倫 | 鞠婧禕 | 菱紗主題曲 |
| 《我要閉上眼睛》 | 袁天野       | 刑樹杰 | 李佳薇 | 片尾曲     |
| 《星火正當燃》   | 善宇         | 刑樹杰 | 張遠   | 插曲       |
| 《仙劍問情》     | 賈卓倫       | 駱集益 | 蕭人鳳 | 插曲       |
| 《隨風而去》     | 顏宇兮       | 顏宇兮 | 顏宇兮 | 概念曲     |

## 番位争议
本剧在2024年1月17日首播当日发生番位争议。女主演的鞠婧祎个人工作室发布声明，称“艺人署名方式的约定为：单幅字幕且位列所有演员署名第一位”。紧随其后，男主演陈哲远所属经纪公司果然天空娱乐发布声明，表示“根据合约内容配合拍摄并采用男女一号角色署名排名顺序交替在前，并注明‘排名不分先后’进行角色署名”。